# Lerarenopleiding
Een lerarenopleiding is een opleiding tot onderwijzer in het basisonderwijs of leraar in het voortgezet onderwijs / secundair onderwijs. Vroeger heette  de school voor de opleiding tot onderwijzer in het basisonderwijs een kweekschool (1795-1968) of normaalschool.
De situatie is sterk afhankelijk van de heersende onderwijswetgeving, zodat er tussen verschillende landen, en zelfs binnen landen, grote verschillen kunnen bestaan.

## Nederland
In Nederland wordt de opleiding tot leraar basisonderwijs verzorgd door de Pedagogische academie voor het basisonderwijs (PABO). Deze hbo-opleiding duurt doorgaans vier jaar.
Voor het voortgezet onderwijs zijn er hbo-lerarenopleidingen waarmee men een tweedegraads bevoegdheid kan behalen. Hiermee mag men lesgeven aan de onderbouw van de havo en het vwo, in het gehele vmbo en in het mbo. Om les te mogen geven aan de bovenbouw van havo en vwo is een eerstegraads bevoegdheid vereist. Deze kan men verkrijgen door na een universitaire studie op masterniveau de universitaire lerarenopleiding voor dat vak te volgen, een postdoctorale opleiding van één jaar, of door na een voltooide tweedegraadsopleiding hbo opleiding tot Master of Education te volgen in het betreffende schoolvak. Deze opleiding wordt als driejarige deeltijdopleiding aangeboden door meerdere hogescholen. Als tweejarige voltijdopleiding per 1-9-2015 alleen door Fontys lerarenopleiding Sittard.

## België

### Nederlandstalige gemeenschap

#### Heden
In Vlaanderen maakt men onderscheid tussen de
- geïntegreerde lerarenopleidingen. waar men zowel bekwaamheid voor een vak in het secundair onderwijs of onderwijsniveau als vakkennis verwerft, deze opleiding wordt georganiseerd door de hogescholen. Officieel spreekt men van een  educatieve bachelor in het kleuter- lager- of secundair onderwijs.  Wie aan een universiteit een academisch bachelordiploma heeft behaald kan aan een universiteit een educatieve master behalen waarbij vakkennis en pedagogische bekwaamheid geïntegreerd worden aangeboden.[1] In Vlaanderen verwerft men bij de educatieve bachelor secundair onderwijs, lesbevoegdheid voor 2 onderwijsvakken, de combinatie van deze vakken wordt door de student gekozen en is afhankelijk van de mogelijkheden die hogescholen aanbieden.
- specifieke lerarenopleidingen. Hier verwerft men een (specifieke) vakbekwaamheid, die aangevuld wordt met een bewijs van pedagogische bekwaamheid (BPB)[2], vroeger: GPB of aggregatie, nu: diploma van leraar.[3]
  - Wie reeds een Master heeft behaald (bijvoorbeeld in economie, fysica of taal- en letterkunde) kan aan de universiteit een verkorte educatieve master behalen of voor kunstvakken aan ene school of arts die verbonden is aan een hogeschool.
  - Voor de praktijkvakken kan men een educatief graduaat behalen wanneer men een aantal jaar nuttige ervaring kan voorleggen. Deze opleiding is bedoeld voor vakmensen (schrijnwerkers, interieurarchitecten, slagers,...) die een onderwijsbevoegdheid willen verwerven voor praktijkvakken het TSO of BSO, of voor artistieke vakken in het KSO.
- Het LIO (Leraar In Opleiding) traject is een alternatief traject binnen de educatieve bachelors en masters. Studenten moeten minstens 500 uur lesgeven in het jaar dat zij het LIO-statuut aanvragen. Hun (betaalde) lesopdracht wordt dan in aanmerking genomen voor de stage, het voordeel van dat statuut is dat de studenten de meeste opdrachten kunnen maken in de school waar zij lesgeven. Veel hogescholen bieden dit traject aan onder de vorm van afstandsonderwijs.[4]

##### Verleden
Oorspronkelijk sprak men bij de geïntegreerde lerarenopleidingen van een diploma van kleuterleider, onderwijzer of regent, dit is later hernoemd naar "Gerichte lerarenopleiding secundair onderwijs" , later werd dit een "Bachelor in het Onderwijs: kleuteronderwijs/lager onderwijs of secundair onderwijs" en sinds het academiejaar 2018-2019 spreekt men van een "Educatieve bachelor in het kleuter- lager- of secundair onderwijs".
De verkorte opleiding voor wie reeds nuttige ervaring had, heette vroeger de GPB-cursus.
Vanaf het academiejaar 2018-2019 werd de lerarenopleiding in Vlaanderen hervormd. De lerarenopleidingen aan de centra voor volwassenenonderwijs voor wie reeds een diploma hoger onderwijs of nuttige ervaring (praktijkvakken) had, werden overgedragen aan de hogescholen (specifieke lerarenopleiding, SLO werd een verkorte educatieve bachelor) en universiteiten (specifieke lerarenopleiding, SLO werd een verkorte educatieve master).
| Basisdiploma                                                                 | Lerarenopleiding                                                                                        | Lerarenopleiding                        | Lerarenopleiding | Lerarenopleiding |                                        |
|                                                                              | Educatief graduaat                                                                                      | Educatieve bachelor                     | Verkorte educatieve bachelor | Educatieve master | verkorte educatieve master             |
| ---------------------------------------------------------------------------- | --- | --------------------------------------- | --- | --- | -------------------------------------- |
| Zonder diploma secundair onderwijs                                           | 5 jaar nuttige ervaring vereist + slagen voor de toelatingsproef 2-jarige opleiding van 90 studiepunten |                                         | | |                                        |
| Secundair onderwijs + nuttige ervaring (voornamelijk voor technische vakken) | 3 jaar nuttige ervaring vereist 2-jarige opleiding van 90 studiepunten                                  | 3-jarige opleiding van 180 studiepunten | | |                                        |
| Secundair onderwijs                                                          | | 3-jarige opleiding van 180 studiepunten | | |                                        |
| (Niet educatieve) bachelor                                                   | |                                         | 1-jarige opleiding van 60 studiepunten Als men reeds een educatieve bachelor heeft, bedraagt de opleiding 45 - 46 studiepunten. | Na het volgen van een schakelprogramma (1-2 jaar, 30-90 studiepunten) kan een educatieve master van 90 -120 studiepunten gevolgd worden |                                        |
| Academische bachelor                                                         | |                                         | 1-jarige opleiding van 60 studiepunten                                                                                          | 2-jarige opleiding van 90 - 120 studiepunten                                                                                            |                                        |
| (Niet educatieve) master                                                     | |                                         | | | 1-jarige opleiding van 60 studiepunten |

### Franstalige gemeenschap

#### Kleuter- en lager onderwijs (tot het academiejaar 2022 - 2022)
Er zijn overgangsmaatregelen van toepassing tot het academiejaar 2023 - 2024
- Educatieve bachelor in het kleuteronderwijs (bachelier instituteur/-trice primaire) van 180 studiepunten, om Nederlands te geven is nog een aanvullend certificaat nodig (certificat en didactique du néerlandais)
- Educatieve bachelor in het lager onderwijs (bachelier instituteur/-trice préscolaire) van 180 studiepunten[6]

#### Secundair onderwijs (tot het academiejaar 2022 - 2022)
Voor het secundair onderwijs zijn er verschillende opleidingen:
- bachelor van 180 studiepunten aan een hogeschool (haute école), in tegenstelling tot het Nederlandstalig onderwijs worden de mogelijke combinaties van onderwijsvakken niet door de hogeschool bepaald maar zijn deze in een decreet vastgelegd.
- een educatieve master (master à finalité didactique) aan een universiteit.
- een gewone master aangevuld met een certificaat van een specifieke lerarenopleiding (CAPAES)[7]

#### Lerarenopleiding vanaf het academiejaar 2023 - 2024
Kleuter- en lager onderwijs (vanaf het academiejaar 2021 - 2022)
Oorspronkelijk moest de hervorming ingaan in het academiejaar 2021 - 2022 maar deze werd uitgesteld naar het academiejaar 2023 - 2024. Voor het kleuteronderwijs, lager onderwijs en het lager secundair onderwijs volgt men eerst een opleiding van 180 studiepunten aan een hogeschool waarna men een éénjarige master in het onderwijs (Master en enseignement) volgt aan een universiteit.
De Master in de pedagogie is onderverdeeld in 4 secties (sections)
- sectie 1: kleuteronderwijs en eerste en tweede leerjaar (60 studiepunten)
- sectie 2: derde leerjaar tot zesde leerjaar (60 studiepunten)
- sectie 3: vijfde leerjaar tot derde middelbaar (60 studiepunten)
- sectie 4: derde middelbaar tot zesde middelbaar, na academische master aan een universiteit (120 studiepunten)[9]

De master in de pedagogie, sectie 4 kan ook behaald worden in een verkort traject van 60 studiepunten na een andere master (Master agrégé de l’enseignement section 4), men kan dan lesgeven van het derde tot het zesde middelbaar. 

### Duitstalige gemeenschap
In de Duitstalige gemeenschap worden aan de Autonome Hochschule Ostbelgien 2 opleidingen aangeboden:
- leerkracht kleuteronderwijs (Bachelor of Arts in Bildungwissenschaften met specialisatie Lehramt Kindergarten), 180 studiepunten
- leerkracht lager onderwijs (Bachelor of Arts in Bildungwissenschaften met specialisatie Lehramt Primarschule), 180 studiepunten

## Duitsland
In Duitsland is het onderwijs een zaak van de deelstaten (Bundesländer), en de precieze inrichting verschilt dan ook per deelstaat.

## Europese richtlijnen
Samen met de door de lidstaten aangestelde deskundigen is een reeks gemeenschappelijke Europese uitgangspunten voor de competenties en kwalificaties van leerkrachten ontwikkeld. De uitgangspunten werden in 2005 getest tijdens een Europese conferentie van vooraanstaande beleidsmakers, deskundigen op het gebied van de lerarenopleiding en de belangrijkste betrokken partijen. Veel landen maken al gebruik van de gemeenschappelijke Europese uitgangspunten om het denkproces over het beleid inzake lerarenopleiding te verrijken. Het document beschrijft de kenmerken waarover de leerkrachten in Europa zouden moeten beschikken:
- leerkrachten zijn een goed opgeleide beroepsgroep;
- leerkrachten leren een leven lang;
- leerkrachten zijn mobiel;
- het lerarenberoep is gebaseerd op partnerschappen;